# Sarıağıl, İznik
Sarıağıl là một xã thuộc huyện İznik, tỉnh Bursa, Thổ Nhĩ Kỳ. Dân số thời điểm năm 2011 là 160 người.